# Wages of Sin
Ne pas confondre avec Wages of Sin, film américain d'Oscar Micheaux.
Wages of Sin est le quatrième album du groupe de death metal Arch Enemy. Il est le premier à avoir été enregistré avec la chanteuse Angela Gossow.

## Liste des Pistes
1. Enemy Within – 4:21
2. Burning Angel – 4:17
3. Heart of Darkness – 4:52
4. Ravenous – 4:06
5. Savage Messiah – 5:18
6. Dead Bury Their Dead – 3:55
7. Web of Lies – 3:56
8. The First Deadly Sin – 4:20
9. Behind the Smile – 3:28
10. Snowbound – 1:34
11. Shadows & Dust – 4:28
12. Lament of a Mortal Soul [Piste Bonus] – 4:06

## Credits
- Angela Gossow - Chant
- Michael Amott - Guitare
- Christopher Amott - Guitare
- Sharlee D'Angelo - Basse
- Daniel Erlandsson - Batterie